# Sára Vybíralová
Sára Vybíralová (* 27. března 1986 Brno) je česká spisovatelka, překladatelka a redaktorka. Vystudovala francouzštinu a historii na Filozofické fakultě Univerzity Karlovy.
Vlastní texty i své překlady francouzské poezie publikovala časopisecky v Psím víně, Tvaru, Host, Welesu, Literárních novinách a Revolver Revue.
Svůj povídkový debut Spoušť vydala v roce 2015 v nakladatelství Host, redaktorem byl Jan Němec, grafikem Martin Pecina. Ke grafické úpravě, kdy je mj. na obálce nakreslen kosočtverec, se Vybíralová vyjádřila kriticky, což vzbudilo odezvu.
V květnu 2016 získala za knihu Cenu Jiřího Ortena, ocenění bylo vyhlášeno na veletrhu Svět knihy.

## Dílo
- Spoušť, 2015 – sbírka povídek, Cena Jiřího Ortena
- Kalibrace, 2016 – povídka, A2

### Překlady
- Édouard Levé: Sebevražda, česky 2015
- Édouard Levé: Díla, česky 2016
- Édouard Levé: Deník, česky 2017
- Leila Slimani: Něžná píseň, česky 2017
- Liliane Giraudon: Srstí, česky 2017
- Édouard Louis: Skoncovat s Eddym B., česky 2018
- Victor Pouchet: Proč umírají ptáci, česky 2018
- Leila Slimani: V lidožroutově zahradě, česky 2018
- Jérôme Colin: Bitevní pole, česky 2019
- Édouard Louis: Dějiny násilí, česky 2019
- Pénélope Bagieu: Nebojsy, česky 2020
- Édouard Louis: Kdo zabil mého otce, česky 2021
- Hervé Le Tellier: Anomálie, česky 2021
- Édouard Louis: Boje a proměny jedné ženy, česky 2021
- Gavin Blair: Samurajové: Od ukijo-e k popkultuře, česky 2022
- Jérôme Baschet: Sbohem kapitalismu, česky 2023
- Édouard Louis: Jak se stát jiným, česky 2023
- Édouard Louis, Ken Loach: Dialog o umění a politice, česky 2024